# Lữ đoàn 12 (Lực lượng Tự vệ Mặt đất Nhật Bản)
Lữ đoàn 12 (Kanji:第12旅団, Romanji: Dai juuni ryodan) là một lữ đoàn không kỵ của Lực lượng Phòng vệ Mặt đất Nhật Bản, trực thuộc Quân khu Đông. Lữ đoàn bộ đặt tại căn cứ Soumagahara, làng Kinto, Gunma. Lữ đoàn 12 phụ trách phòng thủ và hỗ trợ ứng phó thiên tai khu vực các tỉnh Gunma, Tochigi, Irabaki, Nagano.

## Lược sử
Tiền thân của Lữ đoàn là Sư đoàn 12 Lực lượng Phòng vệ Mặt đất Nhật Bản, thành lập ngày 18 tháng 1 năm 1962, với biên chế ban đầu gồm 3 liên đội bộ binh (tương đương cấp trung đoàn) 2, 13, 30 và 1 đại đội thiết giáp. Ngày 27 tháng 3 năm 2001, Sư đoàn được tái tổ chức thành Lữ đoàn 12 theo hướng lữ đoàn hợp thành hiện đại hóa. Thành lập thêm Trung 48 Bộ binh và Phi độ 12 Tr7c5 thăng. 3 trung đoàn thuộc biên chế Sư đoàn 12 cũ chuyển sang, nâng biên chế lữ toàn thành 4 trung đoàn (2, 13, 30, 48).
- 26/03/2013 - Chuyển Trung đoàn 48 về trực thuộc Lữ đoàn tổng hợp Phương diện quân phí đông.Lữ đoàn 12 ổn định tổ chức với 3 trung đoàn Hạt nhân, đồng thời chuyển Đại đội 12 Công binh, Đại đội 12 Thông tin và Đội Phòng vệ hóa học thành các tổ chức độc lập.

## Tổng thể
- Sư đoàn 12 thành lập năm 1962 đến tháng 3 năm 2001 cải tổ thành lữ đoàn 12.Lữ đoàn 12 là lữ đoàn đầu tiên của Lực lượng Phòng vệ Mặt đất Nhật Bản đi theo hướng không vận-phản ứng nhanh.
- Lữ đoàn 12 được phối thuộc Phi đoàn 12 trực thăng gồm 2 phi đội. Phi độ 1 đóng tại căn cứ Kitautsunomiya, Tochigi. Phi độ 2 đóng tại căn cứ Soumagahara, Gunma, ngoài ra tại lữ đoàn bộ còn đóng 1 đội chuyển vận. Đội chuyển vận lữ đoàn bộ trang bị  OH-6D, Phi đội 1 trang bị UH-60JA, Phi đội 2 trang bị GH-47J/JA.

## Biên chế・Nơi đồn trú
Biên chế
- Lữ đoàn bộ

- Trung đoàn 2 Bộ binh （3 đại đội）
- Trung đoàn 13 Bộ binh (3 đại đội)
- Trung đoàn 30 Bộ Binh (3 đại đội)
- Đại đội 12 chống tăng
- Đại đội 12 trinh sát
- Đại đội 12 pháo binh
- Đại đội 12 pháo binh cao xạ
- Phi đoàn 12 trực thăng
- Đại đội 12 công binh
- Đại đội 12 hậu cần
- Đại đội 12 hóa học
- Đại đội 12 thông tin
- Đội 12 quân nhạc

Căn cứ trú đóng
- Căn cứ Soumagahara, Gunma

- Lữ đoàn bộ
- Đại đội 12 cao xạ
- Đại đội 12 thông tin
- Đại đội 12
- Phi đội 2 trực thăng
- Đại đội 12 hậu cần (Trung đội 1 và một phần trung đội 2)
- Đội quân nhạc
- Đại đội 12 hóa học

- Căn cứ Takada

- Trung đoàn 2 bộ binh

- Căn cứ Matsumoto

- Trung đoàn 13 bộ binh

- Căn cứ Shibata

- Trung đoàn 30 bộ binh

- Căn cứ Utsunomiya

- Đại đội 12 pháo binh

- Căn cứ Kita-utsunomiya

- Phi đội 1 trực thăng

- Căn cứ Shimachi

- Đại đội 12 hậu cần (Chủ lực)
- Đại đội 12 công binh
- Trung đội chống tăng

## Chỉ huy
| Chức vụ         | Cấp bậc       | Tên họ          | Ngày nhậm chức | Chức vụ trước                            |
| --------------- | ------------- | --------------- | -------------- | ---------------------------------------- |
| Lữ đoàn trưởng  | Lục tướng bổ  | Kiyota Anji     | 04/08/2015     | Chánh văn phòng Bộ Tham mưu              |
| Lữ đoàn phó     | 1 đẳng lục tá | Hineno Nobuhito | 01/08/2015     | Đội trưởng đội 2 Sở nghiên cứu lực lượng |
| Tham mưu trưởng | 1 đẳng lục tá | Yuu Shinji      | 23/03/2016     | Trung đoàn trưởng Trung đoàn 5 Bộ binh   |